# 毛叶九节
毛叶九节（学名：Psychotria rubra var. pilosa）为茜草科九节属下的一个变种。